# Huw Nightingale
Huw William Nightingale (Bolton, 12 de noviembre de 2001) es un deportista británico que compite en snowboard, especialista en la prueba de campo a través.
Ganó una medalla de oro en el Campeonato Mundial de Snowboard de 2023, en la prueba de equipo mixto. Participó en los Juegos Olímpicos de Pekín 2022, ocupando el sexto lugar en la misma prueba.

## Medallero internacional
| Campeonato Mundial | Campeonato Mundial  | Campeonato Mundial | Campeonato Mundial              |
| Año                | Lugar               | Medalla            | Prueba                          |
| ------------------ | ------------------- | ------------------ | ------------------------------- |
| 2023               | Bakuriani (Georgia) | Medalla de oro     | Campo a través por equipo mixto |